# Agriades bavarica
Agriades bavarica är en fjärilsart som beskrevs av Horhammer 1925. Agriades bavarica ingår i släktet Agriades och familjen juvelvingar. Inga underarter finns listade i Catalogue of Life.